# Wingen-sur-Moder

Wingen-sur-Moder este o comună în departamentul Bas-Rhin, Franța. În 1 ianuarie 2022 avea o populație de 1.572 de locuitori.